# Horky, Kutná Hora
Horky là một làng thuộc huyện Kutná Hora, vùng Středočeský, Cộng hòa Séc.